# Brian Lenihan senior
Brian Joseph Lenihan (irisch: Brian Ó Luineacháin; * 17. November 1930 in Dundalk, County Louth; † 1. November 1995 in Dublin) war ein irischer Politiker der Fianna Fáil, stellvertretender Ministerpräsident (Tánaiste) sowie mehrfach Minister.

## Biografie
Lenihan begann seine politische Laufbahn bereits 1957, als er zum Mitglied des Senats (Seanad Éireann) gewählt wurde. Bei der Wahl 1961 wurde er zum Abgeordneten (Teachta Dála) des Unterhauses (Dáil Éireann) gewählt, dem er bis zu seinem Tode angehörte. Lenihan erwarb sich rasch innerhalb der Fianna Fáil einen guten Ruf aufgrund seiner umgänglichen Art, zum anderen aber auch wegen seiner guten Beziehungen zum späteren Premierminister Charles Haughey.
1964 wurde er als Nachfolger Haugheys von Premierminister Seán Lemass zum Justizminister ernannt und damit erstmals Mitglied einer Regierung. In seinem Amt als Justizminister, das er bis 1968 ausübte, war er verantwortlich für eine Lockerung der strengen Zensurgesetze. 1968 ernannte ihn Premierminister Jack Lynch dann zunächst zum Erziehungsminister, ehe er zwischen 1969 und 1973 Minister für Verkehr und Energie war. Vom 3. Januar bis zum Ende der Regierung Lynch am 14. März 1973 nach der Wahlniederlage bei den Unterhauswahlen im Februar 1973 war er erstmals Außenminister. Vom 13. März 1973 bis zum 22. Juni 1977 war er Mitglied der Oireachtas-Delegation im Europäischen Parlament.
Nach dem erneuten Wahlsieg der Fianna Fáil bei den Wahlen 1977 wurde er von Premierminister Lynch dann zunächst zum Fischereiminister ernannt. Als sein alter Freund Charles Haughey am 11. Dezember 1979 selbst Premierminister wurde, berief dieser ihn am 12. Dezember 1979 wiederum zum Außenminister. Als solcher blieb er bis zum Ende von Haugheys erster Amtszeit am 30. Juni 1981 im Amt. Im kurzzeitigen Kabinett von Haughey war er später vom 9. März bis zum 14. Dezember 1982 Landwirtschaftsminister.
Nach dem Wahlsieg der Fianna Fáil bei der Unterhauswahl 1987 wurde er im dritten Kabinett Haughey am 10. März 1987 zum dritten Mal zum Außenminister berufen sowie zugleich stellvertretender Premierminister (Tánaiste). Als Außenminister hatte er Verdienste bei den Versuchen zur Verbesserung der Beziehungen zu Nordirland während einer krisenreichen Zeit. Dabei trat er besonders für eine Schlichtung der Streitigkeiten zwischen dem Süden und Norden Irlands während des Hungerstreiks republikanischer Häftlinge in einem britischen Gefängnis in Nordirland zu Beginn der 1980er Jahre ein. Am 12. Juli 1989 übernahm er im Rahmen einer Regierungsumbildung das Amt des Verteidigungsministers, während Gerard Collins das Außenministerium übernahm.
Im September 1990 wurde er offiziell von seiner Partei Fianna Fáil zum Kandidaten für die irische Präsidentschaftswahl am 7. November nominiert. Gegenüber den beiden anderen Kandidaten Austin Currie von der Partei Fine Gael und Mary Robinson von der irischen Labour Partei wurde Lenihan als klarer Favorit gesehen. Doch während des Wahlkampfes wurde seine Glaubwürdigkeit stark erschüttert. Als sich herausstellte, dass er über ein Gespräch im Jahre 1982 mit dem damaligen Präsidenten Patrick Hillery die Unwahrheit gesagt hatte. In der Folge davon verlor er am 31. Oktober seinen Kabinettsposten und eine Woche später auch die Präsidentenwahl gegen Mary Robinson.
Trotz seiner Niederlage blieb er weiterhin Abgeordneter und beschäftigte sich überwiegend mit außen- und innenpolitischen Themen und war maßgeblich am Zustandekommen der Koalitionsregierung von Fianna Fáil und der Irish Labour Party 1992 beteiligt. Nach seinem Tode wurde sein Sohn Brian Lenihan junior in das Parlament nachgewählt.

## Quelle
- Eintrag auf der Homepage des Oireachtas
- Kurzbiografie auf rulers.org